# Dendropsophus yaracuyanus
Dendropsophus yaracuyanus é uma espécie de anfíbio da família Hylidae.
É endémica da Venezuela.
Os seus habitats naturais são: regiões subtropicais ou tropicais húmidas de alta altitude, rios, marismas de água doce e marismas intermitentes de água doce.
Está ameaçada por perda de habitat.